# Guntram, el Rico
Guntram, el Rico (en alemán, Guntram der Reiche; en latín, Guntramnus Dives) era conde en Brisgovia y ancestro de los Habsburgo. Según el Acta Murensia (crónica del monasterio Muri), creada hacia el año 1160, Guntram el Rico, posible descendiente de los Eticónidas de Alsacia, es el progenitor de los Habsburgo. En la segunda mitad del siglo X poseía tierras en Argovia, Brisgovia, Frickgau, en Alsacia superior y en Zürichgau.

## Orígenes

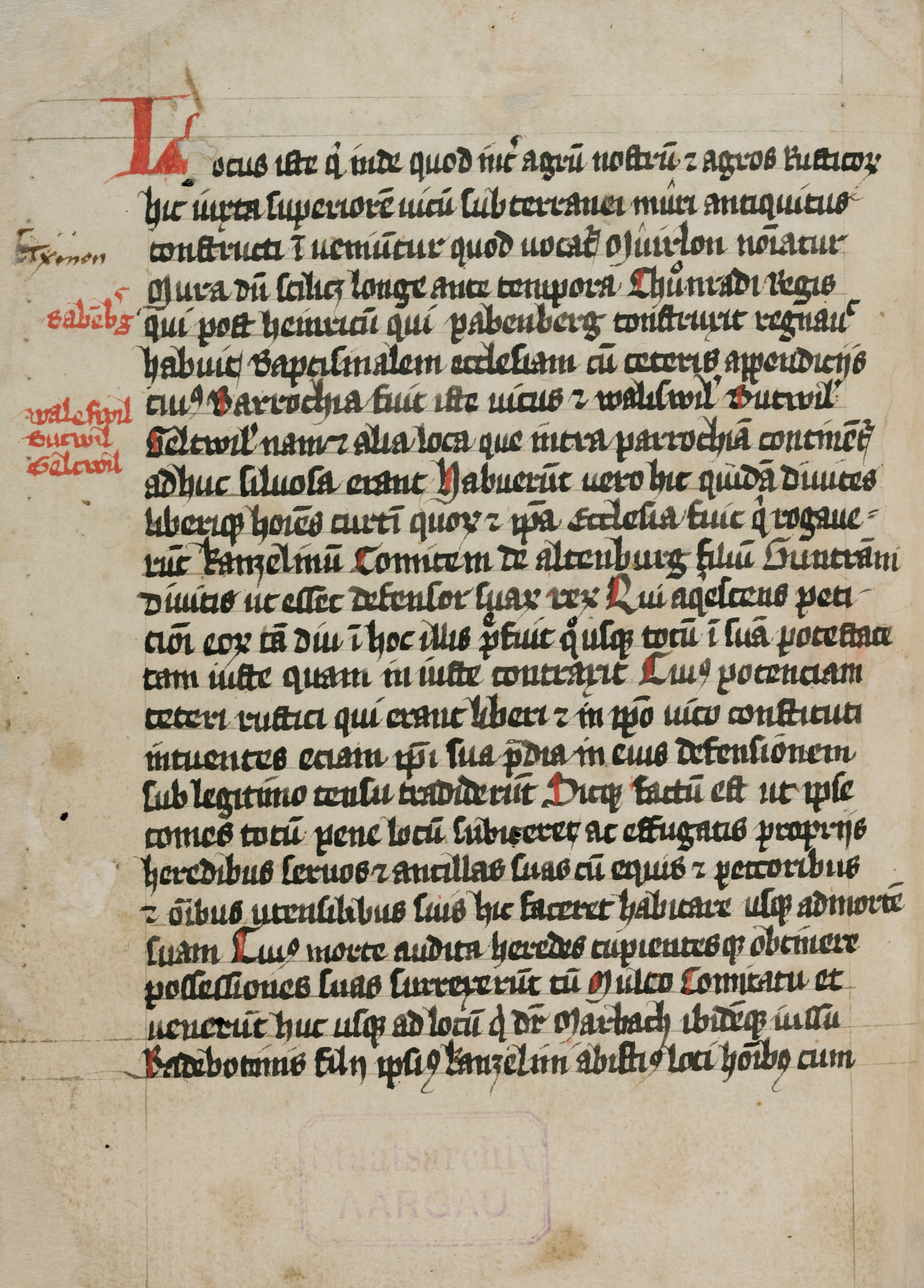
Facsímil del Acta Murensia, donde puede leerse a partir de la línea 11: ...qui rogaverunt Kanzelinum, comitem de Altenburg, filium Guntramni divitis, ut esset defensor suax rex Rui aquesens...

Según el Acta Murensia, su padre era Theodebert, rey de los helvecios y alamanes. No obstante, son inciertos muchos datos acerca de este noble y del origen de los Habsburgo.
Existen otros sistemas genealógicos que señalan a Guntram el Rico como miembro de la familia noble de los Eberhardiner, condes en Nordgau (hoy aproximadamente el Departamento del Bajo Rin). La familia de los Eberhardiner era una rama de los Eticónidas, que tuvieron su origen en Eticho, duque de Alsacia en el siglo VII. 
Sería entonces hijo de Hugo I, conde de Nordgau, y de Hildegard, condesa de Ferrette (en alemán Pfirt). En este contexto, tendría por hermanos a Eberhard IV, conde de Nordgau, y a Hugo, conde de Egisheim.
Hugo I se retiró a la vida monástica en la Abadía de Lüders, donde murió en el año 940. Un pasaje de la vida del abad San Deicolo, escrita por un monje de su monasterio en el siglo X, menciona que Hugo I convoca a sus hijos a dicha Abadía: Tres filii (Hugonis comitis) cujus primogenitus Eberhardus erat, secundus Hugo, tertius Gontramnus.
Las Crónicas Notitiæ Altorfenses nombran a Guntramus filius Hugonis en relación con una donación de propiedad al monasterio de Altdorf pro anime sue remedio.
El monje benedictino Marquart Hergott no adopta este sistema genealógico; hace a Guntram el Rico hijo de Hunfried, hermano de Liutfrid V, conde del Sundgau; pero es contradictorio sobre este punto con todos los principales autores, que reconocen a Guntram como hijo de Hugo I, conde en Nordgau, y como hermano de Hugo, conde de Egisheim, y de Eberhard IV, a través de su hijo Adalbert, de la ilustre Casa de Lorena, ulterior Casa de Habsburgo-Lorena. 
Hergott parece encontrar en la edad de Guntram un motivo para que no sea hijo de Hugo I, conde de Nordgau; sin embargo, no hay nada extraordinario en el lapso de tiempo que pasó entre la muerte de estos dos nobles, puesto que Hugo terminó sus días en 940 y Guntram en 970. Eberhard IV, hermano de Guntram, y que ningún autor lo disputa como hijo de Hugo I, murió en 972; he aquí una aproximación bien sensible, ya que tampoco hay nada de extraordinario en que dos hermanos mueran a dos años de intervalo uno del otro. Herrgott se apoya también en que Guntram no tuvo participación alguna en la entrega de la Abadía de Lüders, hecha por sus hermanos Eberhard IV y Hugo de Egisheim, al emperador Otón I; pero Guntram no podía figurar de ninguna manera en esta cesión. He aquí los motivos plausibles:
Liudolfo, duque de Suabia, hijo mayor del emperador Otón I, se rebeló contra su padre en 953, contando entre sus partidarios a llevando a varios señores de Alemania, entre ellos Guntram el Rico. La empresa de Liudolfo salió mal, fue despojado del Ducado de Suabia por el emperador su padre, que también le proscribe igualmente y priva de los feudos que tenían del Imperio a la mayor parte de los señores que le habían prestado apoyo. Guntram fue proscripto nominativamente; el Diploma imperial de esta proscripción del año 959 dice: quia ipse Guntramnus confira rem publicam nostrœ regiæ potestati rebellis extitit.
Este es un motivo muy convincente para justificar la ausencia de Guntram en el acto de cesión de la Abadía de Lüders, porque se sabe que un príncipe golpeado con un decreto que le proscribía, por causa de rebelión, ya no era competente para firmar documentos públicos. Ahora bien, no debería causar asombro si no desempeñó ningún papel en la cesión de la  Abadía de Lüders al emperador Otón I, pues esta Abadía estaba fuera de su condado y no tenía sobre ella ninguna jurisdicción, autoridad o derecho de protección.
El sistema del padre Hergott ha sido desestimado por la mayoría de los historiadores de Alsacia. El barón Beat Fidel Anton von Zurlauben, L’Art de vérifier les Dates, y el abad Philippe-André Grandidier también se han negado a seguir el sistema del padre Hergott, pero cayeron en otro error al hacer a Guntram el Rico hijo de Liutfrid V, conde del Sundgau, muerto a manos de los húngaros en 926. Este Liutfrid no deja descendencia y casi todos los autores coinciden en que no tuvo hijos. L’Art de vérifier les Dates incurre además en una contradicción cuando da a Hugo I, conde del Nordgau, un tercer hijo llamado Guntram, al que hace morir en 970 y que hace hermano de Eberhard lV, conde de Nordgau, y de Hugo, conde de Egisheim, que vivían en 959. La fecha del año 959, señalada aquí, presenta uno de los períodos más significativos de su vida, a causa de la cesión que hicieron de la Abadía de Lüders al emperador Otón I.
Pero de todos estos diferentes sistemas, si se diera por supuesto que Guntram el Rico era el hijo de Hunfried o de Liutfrid V, condes de Sundgau, en lugar de ser hijo de Hugo, conde de Nordgau, no tendría ninguna consecuencia para la Casa de Habsburgo-Austria porque la cepa, el origen, son los mismos, y toda la diferencia consiste en este punto: si Guntram el Rico es el hijo de Hunfried o Liutfrid V (eran los dos hermanos), condes de Sundgau, desciende de la rama mayor de la Casa de Alsacia. Si al contrario es hijo de Hugo I, conde de Nordgau, desciende de la rama menor de la misma Casa. Ahora bien, si viene de una o de otra rama, toma siempre su existencia en la Casa de Alsacia, de donde salen también las Casas de Lorena-Austria y de Egisheim.
Otra circunstancia que aporta más luz sobre el origen de Guntram el Rico, y demuestra la evidencia de que él era descendiente de la rama de los condes de Nordgau, es que en el reparto que se efectua entre él y sus hermanos, a la muerte de su padre, recibió Argovia, provincia que era parte del reino de Eberhard III, del condado de Nordgau. A esta provincia pronto se unió la de Sundgau, que se le asignó al morir Liutfrid V. Fue esta nueva adquisición, así como la posesión del condado de Altenburg lo que le dio el sobrenombre de el Rico. Guntram fue despojado de la mayor parte de los feudos que tenía del Emperador y, entre otros, del condado de Sundgau, donde se reinstalaron los Liutfrid, sobrino y sobrino nieto de Liutfrid V, que tenían derechos de soberanía indiscutibles.

## Biografía

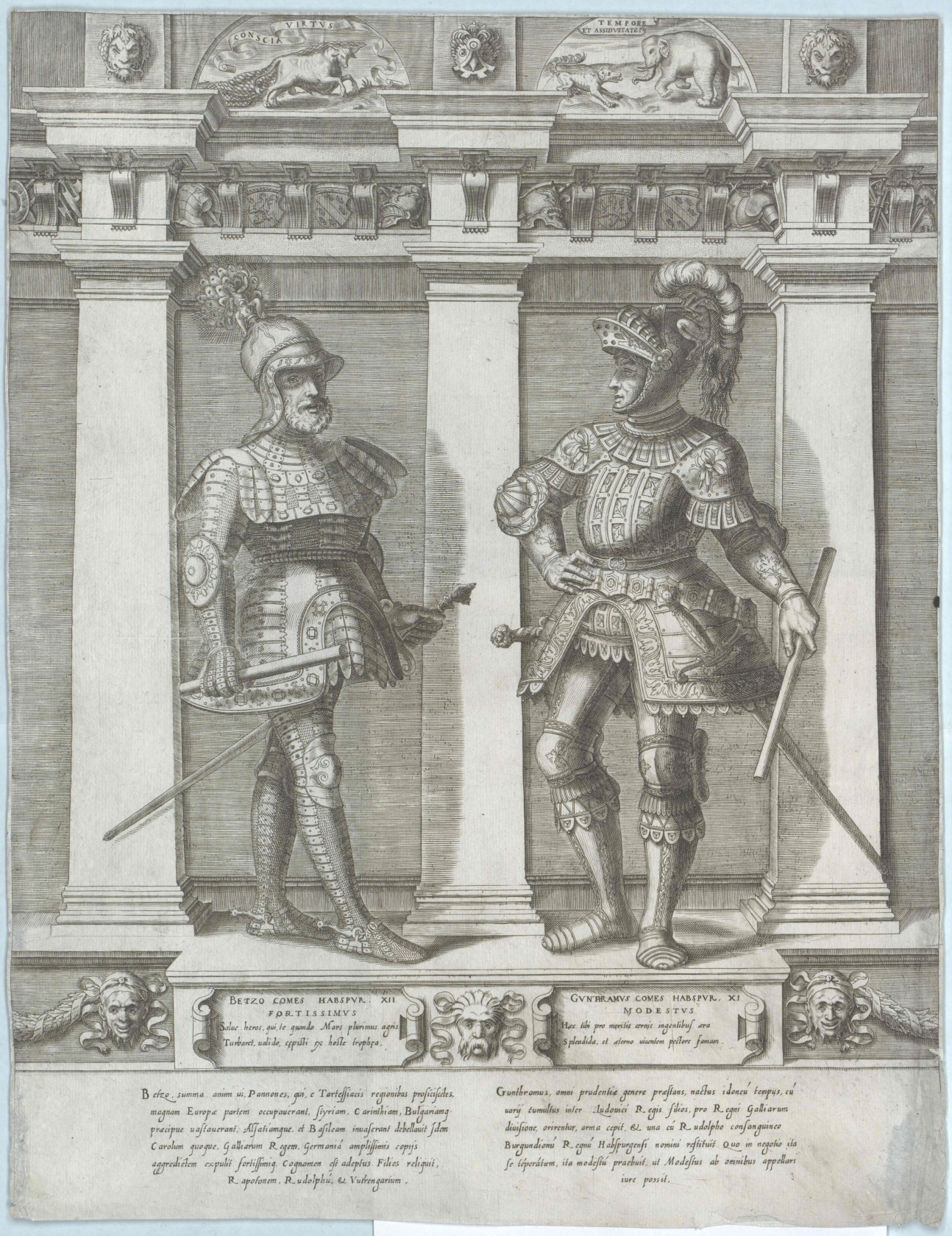
Guntram, conde de Habsburgo. A la izquierda, su hijo, Betzo (Lancelin).
Obra de Francesco Terzio, 1569

Guntram el Rico prestó servicio al rey Enrique I a quien acompañó en todas las campañas contra los húngaros y otros enemigos, aportando 200 caballos a estas cruzadas. Guntram participó del primer torneo de caballería organizado por Enrique I en Magdeburgo, en el año 938.
En documentos del siglo X, que se refieren a las áreas de Alsacia, Suabia y la parte norte de Suiza, aparece un conde Guntram, que perdió ricas posesiones allí por un delito contra el Emperador y el Imperio. Esto se sabe en ocasión de las donaciones realizadas por la gracia del Emperador a diversos monasterios. Así recibieron:
- La abadía de Einsiedeln, en el año 952, la localidad de Liel en Brisgovia: Quemdam locum Lielahe nominatum, qui nobis de rebus Gundramni populari iudicio in regiam rectamque venit vestituram - iam prædictum prædium quod constat esse in pago Brisachgovve in comitatu filii noftri Liutolfi.[6]

- La abadía de Lorsch, en el año 953: In proprium donavimus, quiquid hæreditarii iuris Guntramnus habuit in pago Elisaza et in comitatu Bernhardi comitis, nostræ vero potestati ut subiaceret fiscatum, id est in villis Brumagad et in Mumenheim et in Grioz et in Walachon, et in Bernesheim, et in Moresheim hobas, cum omnibus illuc aspicientibus mansis.[7]

- Un duque Rodolfo, en el año 959: Qualiter nos cuidam fideli nostro Ruodulfo quasdam res nostræ proprietatis iure perpetuo in proprium donavimus in locis nominatis Cholumbra et Hittinheim omnia ibi iure pertinentia et omnia quæ Guntramnus a in Hillisazaas proprietatis visus est habere, excepto Pruomad cum sua pertinentia, omnia, quæ nobis ideo in ius proprietatis sunt reducta, quia ipse Guntramnus contra rem publicam nostræ regiæ potestati rebellis extitit, et omnia ubicumque sint in comitatu in partibus Hallivazias Ruodolfo prænominato ut ius permaneat proprietatis donavimus.[8] De Rodolfo pasaron estas propiedades a la Abadía de Peterlingen en 974.[9] y 997.[10]

- La abadía de Einsiedeln, en el año 959, la corte de Eschenz en Turgovia con todas sus pertenencias: Quasdam res iuris nostri in ducatu Alamannico in comitatu Burckardi ducis, Turgevve nuncupato in villa Aschinza talem proprietatem qualem Gundrammus comes in ipso loco obtinuit, sibique ob perfidiam sui reatus iudicio publice in ius gentium est diiudicata, etc.[11]

- La abadía de Einsiedeln, en el año 972, la corte de Riegel con todo lo que estaba ligado a esta localidad: Patre nostro dil. ac Coimperatore volente res a se vel ab aliis concessas confirmamus, id est iuris sui curtem Riegol vocatam cum locis Endinga, Vuenelinga (Wendlingen), Chensinga, Deninga, Purchheim (Burkheim am Kaiserstuhl), Baldinga, Rottwila (Rotweil), Betzenhusa, Berga (Oberbergen), Bochesberg, Zarda (Zarten), Liela (Liel), Tutesvelda (Tutschfelden), Rihnlinga (Riedlingen), Birinheim, in ducatu Allamannico in pago Brisikevve sitis. In comitatu Turgevve Eschenza cum sibi pertinentibus locis.[12] Por otra parte, en el año 1004: Quandam curtem regii quondam curtis confirmavimus et ex integro donavimus, cum omnibus ad eandem curtem, quae Riegol dicitur, pertinentibus in ducatu Allemannico, in comitatu Brisichgowe sub nominatis his locis: Endinga, Wenelinga, Chenzinga, Deninga, Вurchheim, Baldinga, et cætera loca ad præfatam curtem Riegol pertinentia, ubicunque provinciarum iacere videantur et omnino ita, sicuti quondam Guntrammus visus est habere in sua investitura quando ob reatum regiæ infidelitatis publica sententia convictus exstitit, et omnis eius proprietas iusto iudicio in regalem munificentiam et potestatem legaliter diiudicata.[13]

Guntram el Rico murió el 26 de marzo de 970.
La influencia política de la familia de Guntram fue restaurada por sus nietos. Uno de ellos, Radbot, conde de Klettgau, fue el fundador de la Abadía de Muri, primer lugar de entierro de los miembros de la Casa de Habsburgo. Es posible además que Radbot construyera el castillo de Habichtsburg, la residencia de los Habsburgo.

## Matrimonio y descendencia
Guntram el Rico se casó en primeras nupcias con Brigantine, condesa de Montfort. Su segunda esposa fue Itha, condesa de Calw. Se ignora cuál de las dos fue la madre de su hijo:
- Lanzelin, llamado también Kanzelin o Lantold, conde de Altenburg.